# The Mummy: Tomb of the Dragon Emperor
The Mummy: Tomb of the Dragon Emperor is een Amerikaanse film uit 2008. De film is het vervolg op The Mummy en The Mummy Returns. De film kwam uit op 1 augustus 2008.
De film is geregisseerd door Rob Cohen.

## Verhaal
De film begint met een introductie over keizer Han, bijgenaamd de drakenkeizer (Dragon Emperor). Er wordt ingegaan op zijn relatie met Xi Yuan, die het geheim van onsterfelijkheid kent. Dit geheim heeft te maken met een legendarische plaats genaamd Shangri-La. Xi Yuan is in het geheim verliefd op Han’s generaal, Ming. Wanneer Han dit ontdekt, laat hij Ming voor Xi Yuans ogen doden. Han steekt Xi Yuan neer, maar ze ontsnapt. Wetende dat de keizer de hele wereld zal vernietigen als hij zijn onsterfelijkheid krijgt, verandert Xi Yuan de keizer en zijn leger in steen.
Vervolgens verplaatst het verhaal zich naar het jaar 1946. De Tweede Wereldoorlog is net voorbij en Europa is langzaam aan het herstellen. Ontdekkingsreiziger Rick O'Connell, zijn vrouw Evelyn en haar broer Jonathan zijn inmiddels met pensioen. Evelyn heeft twee succesvolle boeken geschreven over mummies. Alex, de zoon van Rick en Evelyn, is inmiddels van school af en zelf een avonturier geworden. Hij vindt de tombe van de drakenkeizer, maar wordt aangevallen door een mysterieuze vrouw. Alex en zijn team kunnen aan haar ontsnappen en nemen de tombe mee. Ondertussen wil de Britse overheid dat de O'Connells het Oog van Shangri-La terugbrengen naar China als een soort vredesoffer tussen de Britten en de Chinezen. Het drietal reist af naar Shanghai, waar Jonathan een nachtclub runt genaamd Imhotep. Terwijl ze Alex’ opgravingen bezoeken, wordt Evelyn gevangen door drie mannen genaamd Roger, Generaal Yang en Choi. Ze willen dat Evelyn met het Oog van Shangri-La het lichaam van de keizer weer tot leven brengt. Ze doet dit met tegenzin.
Alex ontmoet wederom de mysterieuze vrouw. Zij helpt Alex om zijn ouders te bevrijden. Daarna stelt ze zichzelf voor als Lin, een beschermer van de tombe van de drakenkeizer. Volgens haar zal Han, nu hij weer tot leven is gebracht, opnieuw een greep doen naar onsterfelijkheid. Het oog zal hem de weg wijzen naar Shangri-La. De O'Connells, Jonathan en Lin beginnen aan een tocht door de Himalaya om de toren te zoeken die de weg naar Shangri-La toont. Ze worden geholpen door Mad Dog Maguire. De groep bereikt de toren, op de voet gevolgd door de keizer en zijn leger. Een gevecht barst los. Lin roept de hulp in van drie Yeti’s, die het keizerlijke leger met gemak verslaan. De keizer slaagt er echter in het oog op de toren te plaatsen en zo de weg naar Shangri-La te tonen. De keizer probeert Alex te doden met een mes, maar Rick springt ervoor en wordt zelf getroffen. Alex gebruikt een granaat om een lawine te veroorzaken. Dit leidt de keizer lang genoeg af zodat de groep als eerste Shangri-La bereikt.
Eenmaal in Shangri-La worden ze begroet door Xi Yuan, die Lins moeder blijkt te zijn (haar vader is generaal Ming). Ze zijn beide onsterfelijk en hebben het geheim van de keizer al 2000 jaar bewaakt. De keizer arriveert ook in Shangri-La en onthult zijn ware gedaante; die van een driekoppige draak. Hij ontvoert Lin en vliegt naar zijn terracottaleger.
De keizer roept zijn leger op. Xi Yuan offert haar eigen onsterfelijkheid en die van haar dochter op om een leger van ondoden op te roepen, bestaande uit oude vijanden van de keizer die hij had begraven onder de Chinese Muur. Onder hen bevindt zich ook Generaal Ming. Hij leidt het leger in de veldslag met de Terracotta. Xi Yuan bevecht eigenhandig de Keizer. Ze steelt ten koste van haar eigen leven de heilige dolk van de keizer; het enige wapen dat hem kan doden. Alex en Lin vinden de stervende Xi Yuan, die hun de dolk geeft.
Rick en Alex volgen de keizer naar zijn kamer en een gevecht breekt los. Rick steekt Han neer en hij verandert weer in zijn menselijke gedaante. Door samen te werken slagen Rick en Alex erin de keizer in zijn hart te raken met de dolk, en hij sterft.
Jonathan geeft zijn nachtclub aan Mad Dog, en vertrekt naar Peru omdat daar tenminste geen mummies zijn. Net voor de aftiteling verschijnt er echter een tekst in beeld die meldt dat een paar weken na Jonathans aankomst mummies ontdekt werden in Peru.

## Rolverdeling
| Acteur                 | Personage                   |
| ---------------------- | --------------------------- |
| Brendan Fraser         | Richard "Rick" O'Connell    |
| Jet Li                 | Keizer Han                  |
| Maria Bello            | Evelyn Carnahan-O'Connell   |
| John Hannah            | Jonathan Carnahan           |
| Michelle Yeoh          | Zijuan                      |
| Luke Ford              | Alexander "Alex" O'Connell  |
| Isabella Leong         | Lin                         |
| Russell Wong           | Generaal Ming Guo           |
| Anthony Wong Chau-Sang | Generaal Yang               |
| Liam Cunningham        | Mad Dog Maguire             |
| David Calder           | Roger Wilson                |
| Jessey Meng            | Choi                        |
| Tian Liang             | Li Zhou                     |
| Albert Kwan            | Chu Wah                     |
| Jacky Wu               | Moordenaar #1 (als Wu Jing) |

## Achtergrond

### Productie
In november 2001 maakte regisseur Stephen Sommers, die de vorige Mummy-films had geregisseerd, bekend dat hij van plan was een derde film te maken. In mei 2004 twijfelde hij echter of hij nog wel een goede derde film kon maken, hoewel de acteurs van de vorige twee films al aan hadden gegeven mee te willen werken aan een derde film. In december 2005 verscheen het eerste script van de film, geschreven door Alfred Gough en Miles Millar. Dit script was gebaseerd op de verhalen over de Chinese keizer Qin Shi Huang.
In januari 2007 werd bekend dat Sommers toch niet de derde film zou gaan regisseren. Zijn taak werd overgenomen door Rob Cohen.
De opnames begonnen in Mel’s Cite du Cinema in Montréal. Hier werden de scènes met het oog van Shangri-la opgenomen. In oktober 2007 vertrok de filmploeg naar China, waar vooral werd gefilmd in Shanghai Studios.
De visuele effecten van de film werden verzorgd door twee studio’s uit Los Angeles: Rhythm and Hues ontwierp de yeti's, terwijl Digital Domain de gevechtsscènes verzorgde.

### Muziek
De filmmuziek is gecomponeerd door Randy Edelman. Hij maakte ervoor volop gebruik van Chinese en Midden-Oosterse instrumenten. De muziek is uitgebracht door Varese Sarabande-records, twee dagen voordat de film in première ging.

### Ontvangst
Critici waren niet echt te spreken over de film. Op zijn premièredag scoorde de film een 10% op Rotten Tomatoes. Een positieve recensie kwam van Roger Ebert van de Chicago Sun-Times. Hij gaf de film drie van vier sterren.